# Ljiljana Dufgran
Ljiljana Dufgran, född 21 mars 1947 i Montenegro,är en svensk journalist och översättare.
Ljiljana Dufgrans mamma var lärare och hennes pappa (död 1969) en montenegrinsk politiker, som fängslades av Josip Broz Titos regim  i samband med att Jugoslavien bröt med Sovjetunionen 1948.
Hon utbilda sig i litteraturhistoria och tog en kandidatexamen på Belgrads universitet. Hon träffade i Belgrad 1979 den svenske fotografen Conny Dufgran (född 1933), som hon gifte sig med samma år och flyttade till Stockholm.
Hon har översatt bland andra Gunnar Ekelöf, Lars Gustafsson, Kristina Lugn, Tomas Tranströmer och Göran Sonnevi till
serbokroatiska.
Hon var ordförande för Svenska Pen 2002–2005.